# Stadtbahn Hamburg
Die Stadtbahn Hamburg war ein bereits in der Planfeststellung befindliches Projekt des ÖPNV in Hamburg. Vorgesehen war zunächst der Bau einer Strecke mit ergänzender Funktion zum bestehenden S- und U-Bahn-Netz der Hansestadt. Das Stadtbahnnetz sollte ausgehend von der ersten Strecke kontinuierlich erweitert werden und dabei insbesondere die Stadtteile erschließen, die bislang nicht oder nur unzureichend durch den schienengebundenen ÖPNV versorgt werden. Die Eröffnung der ersten Strecke war für Ende 2014 geplant, das Gesamtnetz sollte in seinem zurzeit geplanten Umfang bis zur Mitte der 2020er Jahre realisiert werden.
Betreiber sollte die städtische Hamburger Hochbahn AG werden, die bis zu deren Stilllegung 1978 auch die Hamburger Straßenbahn betrieb und zurzeit die Hamburger U-Bahn sowie große Teile des Busnetzes betreibt.
Anfang Dezember 2010 stoppte der Bürgermeister Christoph Ahlhaus die Planungen offiziell und beendete somit das Vorhaben, in Hamburg erneut einen Straßenbahnbetrieb einzuführen. Nach der daraufhin folgenden Bürgerschaftswahl 2011 erklärte der neue Erste Bürgermeister Olaf Scholz, dass das Projekt nicht erneut aufgenommen werde, sondern stattdessen der Busverkehr sowie das U- und S-Bahn-Netz ausgebaut werden solle.

## System
Der Begriff Stadtbahn wird von verschiedenen Verkehrsunternehmen für eine Vielzahl schienengebundener Verkehrssysteme verwendet, die sich in ihren Merkmalen zuweilen erheblich voneinander unterscheiden. Das für Hamburg geplante System ist seinen Merkmalen gemäß als modernisierte Straßenbahn zu betrachten; das System soll nach aktuellem Planungsstand vollständig im allgemeinen Straßenraum trassiert werden. Tunnelabschnitte, aufgeständerte Streckenabschnitte und vergleichbar aufwändige Anlagen waren ausdrücklich nicht vorgesehen. Das System sollte jedoch zu 80 bis 90 Prozent auf besonderem Bahnkörper trassiert werden; die Stadtbahn bewegt sich zusammen mit anderen Verkehrsarten – insbesondere dem motorisierten Individualverkehr (MIV) – im Straßenraum, jedoch auf einer für andere Verkehrsarten im Regelfall nicht zugänglichen Trasse. Auf diese Weise wird u. a. eine größere Unabhängigkeit von Beeinträchtigungen durch andere Verkehrsarten erreicht, beispielsweise nach Unfällen. Dies spricht zusammen mit der angestrebten durchgehenden Barrierefreiheit für eine Modernisierung gegenüber traditionelleren Straßenbahnkonzeptionen, u. a. auch im Vergleich zur alten Hamburger Straßenbahn (vergleiche auch Dresdner Stadtbahnkonzept).

## Netz
Die Planungen sahen ein Gesamtnetz von rund 50 Kilometern Streckenlänge mit insgesamt etwa 85 Haltestellen vor. Das Netz sollte aus drei weitgehend auf das Stadtzentrum ausgerichteten Radialstrecken (Linien 1, 3 und 4) und einer Tangentialstrecke (Linie 2) bestehen, die sieben Schnell- und Eisenbahnstrecken miteinander verbindet und zudem radial auf das Bezirkszentrum Altonas ausgerichtet ist.
Ein Großteil der geplanten Strecken basierte auf älteren Planungen für S- und U-Bahn-Strecken, die aufgrund fehlender finanzieller Mittel nicht realisiert worden waren. Das Stadtbahnnetz erfüllt somit nicht ausschließlich ergänzende Funktionen für höherwertige Verkehrsmittel, sondern sollte diese auch teilweise ersetzen.
Als Zielzeitraum für die Entwicklung des Gesamtnetzes wurde die Mitte der 2020er Jahre angegeben. Geplant waren folgende Linien:
(Die Reihenfolge der Nennung stellt keine Priorisierung von Seiten des Senats oder der Hochbahn dar. Die Angaben zur Liniennummerierung sind nicht verbindlich.)
| Linie | Start – Ziel                      | Verlauf | Anmerkungen |
| ----- | --------------------------------- | --- | --- |
| 1     | Bramfeld Dorfplatz – Hauptbahnhof | Bramfeld Dorfplatz – Steilshoop – U/S Barmbek – Uhlenhorst – St. Georg – Hauptbahnhof                                                              | greift ältere Planungen für die U-Bahn-Linie U4 auf |
| 2     | Rahlstedt – Altona                | Rahlstedt – U Farmsen – Steilshoop – S Rübenkamp – City Nord – U Kellinghusenstraße – Eppendorf – Hoheluft – Eimsbüttel – S Holstenstraße – Altona | kombiniert den Verlauf der Metrobus-Linien M20, M25 und M26 |
| 3     | Hauptbahnhof – U Niendorf Markt   | Hauptbahnhof – U/S Jungfernstieg – U Gänsemarkt – Bf. Dammtor – Universität – U Hoheluftbrücke – Lokstedt – U Niendorf Markt                       | entspricht dem Verlauf der Metrobus-Linie M5, die mit 60.000 Fahrgästen am Tag die meistfrequentierte Buslinie Europas ist; greift ältere Planungen für eine U-Bahn-Strecke auf und entspricht nahezu der letzten betriebenen Linie 2 der 1978 eingestellten Straßenbahn Hamburg                               |
| 4     | U Emilienstraße – Osdorfer Born   | U Emilienstraße – S Diebsteich – Bahrenfeld – Lurup – Osdorfer Born                                                                                | entspricht dem Verlauf der Metrobus-Linien M2 und M3; greift ältere Planungen für eine U- oder S-Bahn-Strecke auf; die S-Bahn-Station Diebsteich wird voraussichtlich in den 2020er Jahren in einem neuen Fernbahnhof aufgehen; eine Stichstrecke zu den Sportarenen im Altonaer Volkspark wird berücksichtigt |

### Erste Linie
(Stationen, deren Namen in fetter Schrift angegeben sind, bieten Möglichkeiten zum Wenden eines Zuges.)
| Linie | Start – Ziel                                     | Stationen (für zweite Phase unter Vorbehalt) | Länge |
| ----- | ------------------------------------------------ | --- | ----- |
| 1     | Bramfeld Dorfplatz – U Kellinghusenstr. – Altona | Bramfeld Dorfplatz – Borchertring – Erich-Ziegel-Ring – Cesar-Klein-Ring – Fritz-Flinte-Ring – Eichenlohweg – Hebebrandstraße – S Rübenkamp – Überseering (Ost) – Jahnring – Ohlsdorfer Str. – Winterhuder Markt – U Kellinghusenstraße (Zweite Phase: – Bezirksamt Hamburg-Nord – Breitenfelder Str. – Gärtnerstraße – Kottwitzstraße – Schulweg – Fruchtallee – Alsenplatz – S Holstenstraße – Max-Brauer-Allee (Mitte) – Gerichtstraße – Bf. Altona) | 14 km |

Vorgesehen war zunächst der Bau einer Strecke vom Bramfelder Dorfplatz über die Großwohnsiedlung Steilshoop zum Bahnhof Altona. Die Strecke hätte eine Gesamtlänge von rund 13,8 km und sollte über 24 Stationen verfügen, die Fahrtzeit zwischen den Endhaltestellen hätte rund 36 Minuten betragen. Die Strecke sollte in zwei Etappen eingerichtet werden, der erste rund 7,7 km lange Abschnitt sollte den Bramfelder Dorfplatz mit der U-Bahn-Station Kellinghusenstraße verbinden. Die Strecke sollte nach den Planungen über dreizehn Stationen verfügen, die Fahrtzeit würde rund 20 Minuten betragen. Der Senat beauftragte die Hochbahn am 23. November 2010 mit der Genehmigungsplanung für den zweiten, rund 6,1 km langen Bauabschnitt zwischen U Kellinghusenstraße und Altona.
Diese erste Linie kombiniert zwei Strecken, die im geplanten Endausbau des Systems getrennt sein sollten; die östlichen Streckenteil nach Bramfeld sollte später über U/S Barmbek zum Hauptbahnhof durchgebunden werden, der westliche Teil nach Altona mit dem Ast nach Rahlstedt.
Der dritte und der vierte Bauabschnitt sollte eine Länge von jeweils rund 7 Kilometern haben, womit das Netz eine Gesamtlänge von rund 28 Kilometern erreicht hätte. Die Planungen für den dritten Abschnitt hätten ab 2013, die des vierten ab 2016 aufgenommen werden können.

## Stand der Planung

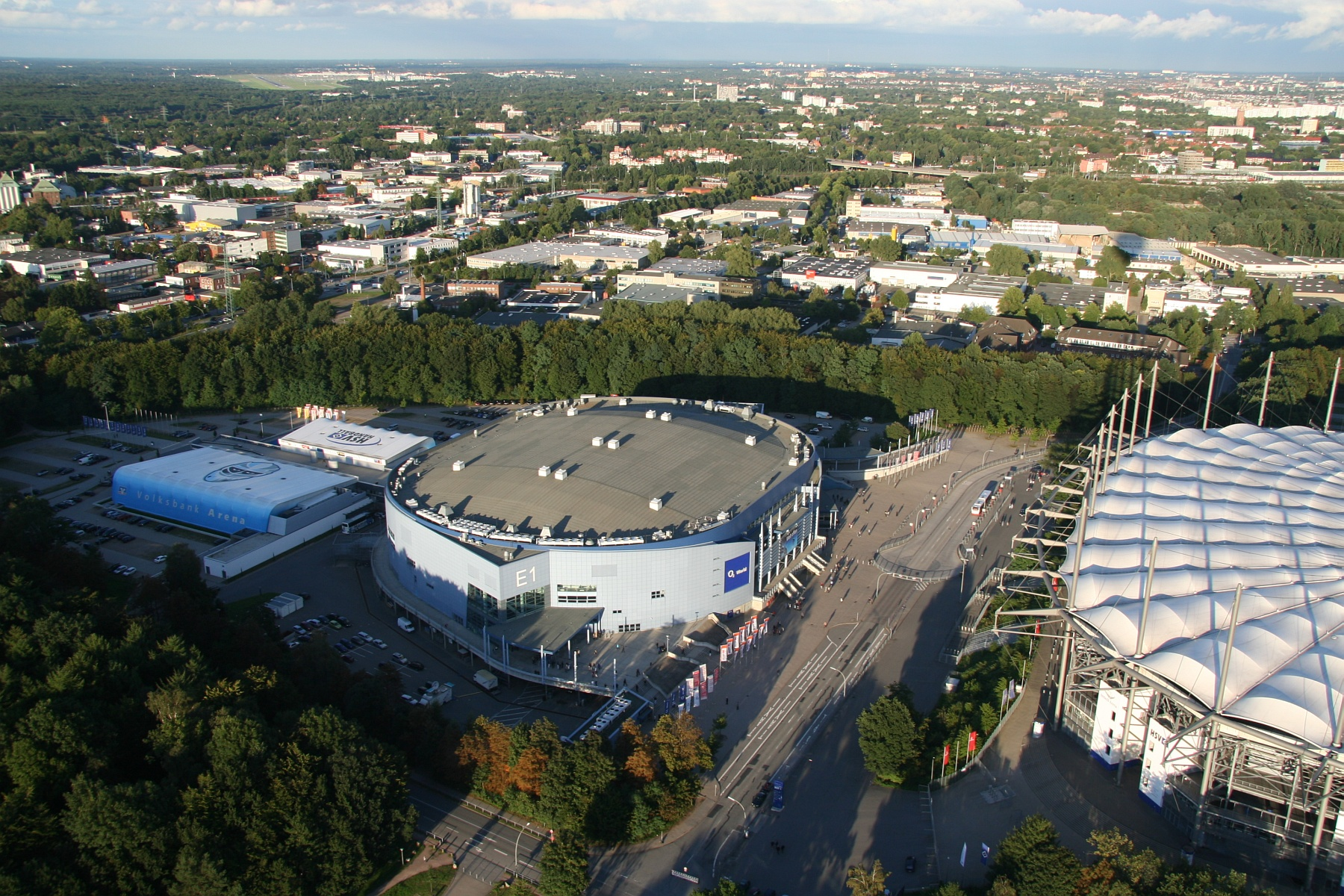
Langfristig sollte das Stadtbahnnetz den Altonaer Volkspark erreichen

Das Planfeststellungsverfahren für den ersten Streckenabschnitt wurde Ende Oktober 2010 begonnen. Die Pläne lagen ab dem 1. November 2010 öffentlich aus und wurden zudem von der Hochbahn im Internet zur Einsicht bereitgestellt. Bei günstigen Verlauf des Verfahrens wurde mit einer erfolgreichen Planfeststellung Ende 2011 gerechnet. Nach anschließender Ausschreibung der Bauleistungen und Baubeginn Anfang 2012 wurde mit einer Fertigstellung bis 2014 gerechnet.
Am 23. November 2010 beauftragte der Senat die Hochbahn mit der weiteren Vorbereitung des Baus des ersten Streckenabschnitts sowie mit der Durchführung der Genehmigungsplanung für den zweiten Bauabschnitt und der vertiefenden Netzuntersuchung zur Auswahl des dritten und vierten Bauabschnitts. Am 30. November 2010 jedoch ordnete Hamburgs Erster Bürgermeister Christoph Ahlhaus (CDU) an, die Planungen für die Stadtbahn unverzüglich stoppen zu lassen und nahm damit die eine Woche zuvor ergangene Beauftragung der Hochbahn zurück. Als Gründe nannte Ahlhaus die Projektkosten und Bedenken bei der Trassenfrage, obwohl es sich bei der ersten geplanten Strecke um die Trasse handelt, die von der CDU selbst vorgeschlagen wurde. Es wird spekuliert, dass der Ausstieg der GAL aus der Regierungskoalition Anlass für diese Entscheidung war.
Davon unbenommen wurde das laufende Planfeststellungsverfahren zunächst fortgesetzt.

## Betrieb

### System und Trassierung

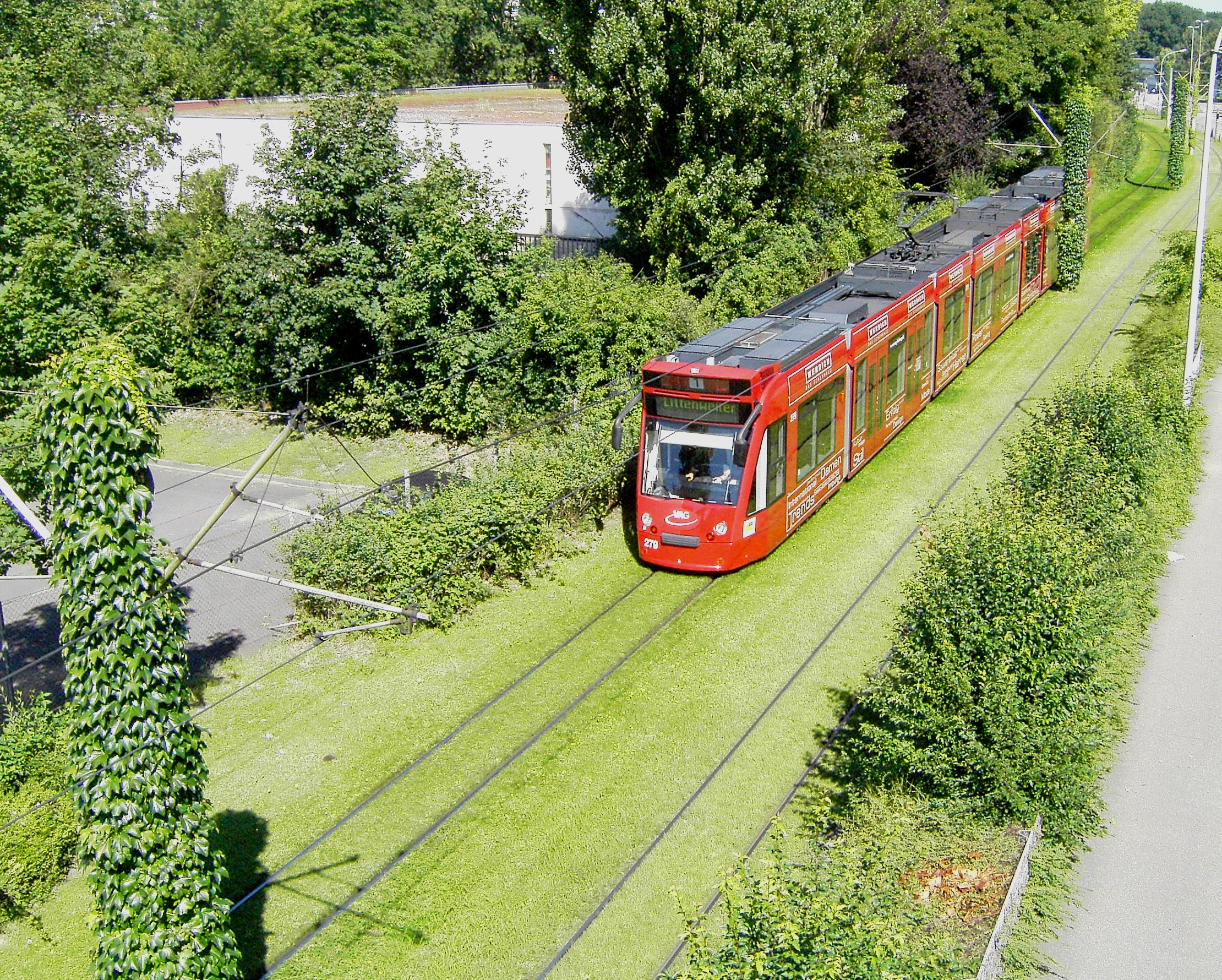
Große Teile der Trasse sollten als Rasengleis angelegt werden

Die Stadtbahn sollte mit einer Oberleitung mit elektrischer Energie versorgt und normalspurig ausgeführt worden. Das System sollte nach letztem Planungsstand im allgemeinen Straßenraum, jedoch bis zu 90 Prozent auf besonderem Bahnkörper trassiert werden. Der erste Streckenabschnitt zwischen Bramfeld Dorfplatz und Kellinghusenstraße sollte bereits zu 88 Prozent über einen eigenen Bahnkörper verfügen, Trassierungen im allgemeinen Straßenraum beschränkten sich im Wesentlichen auf Kreuzungsbereiche sowie den Streckenabschnitt zwischen den Stationen Ohlsdorfer Straße und Winterhuder Markt. Zur Gewinnung des benötigten Raums wären Neuordnungen der bestehenden Verkehrstrassen und des Fahrbahnrandbereichs erforderlich worden. Insgesamt sollten die Beeinträchtigungen für andere Verkehrsarten und in die Eingriffe in die straßenbegleitenden Grünräume möglichst gering gehalten werden, insbesondere im Hinblick auf die Akzeptanz des Systems.
Die Hochbahn verfolgte nach eigener Erklärung einen besonders ambitionierten Anspruch bei der Gestaltung der Trassen und insbesondere bei deren städtebaulicher Integration in das bestehende Umfeld. So sollte das System möglichst harmonisch in den Bestand eingefügt werden und im Idealfall zur Aufwertung des Stadtraumes beitragen. Die Hochbahn plante in diesem Zusammenhang u. a. die Anlegung von Rasengleisen, die sich aufgrund der weitgehend unabhängigen Trassierung in besonderer Weise anboten. Auf dem ersten Streckenabschnitt sollten etwa 60 Prozent der Strecke als Rasengleis realisiert werden.
Für die Trasse war eine Vorrangschaltung an den Lichtsignalanlagen vorgesehen, so dass ein Anhalten der Züge nur an den Haltestellen notwendig und die Streckenabschnitte zwischen den Stationen ohne Unterbrechung hätten befahren werden können.

### Wagenmaterial

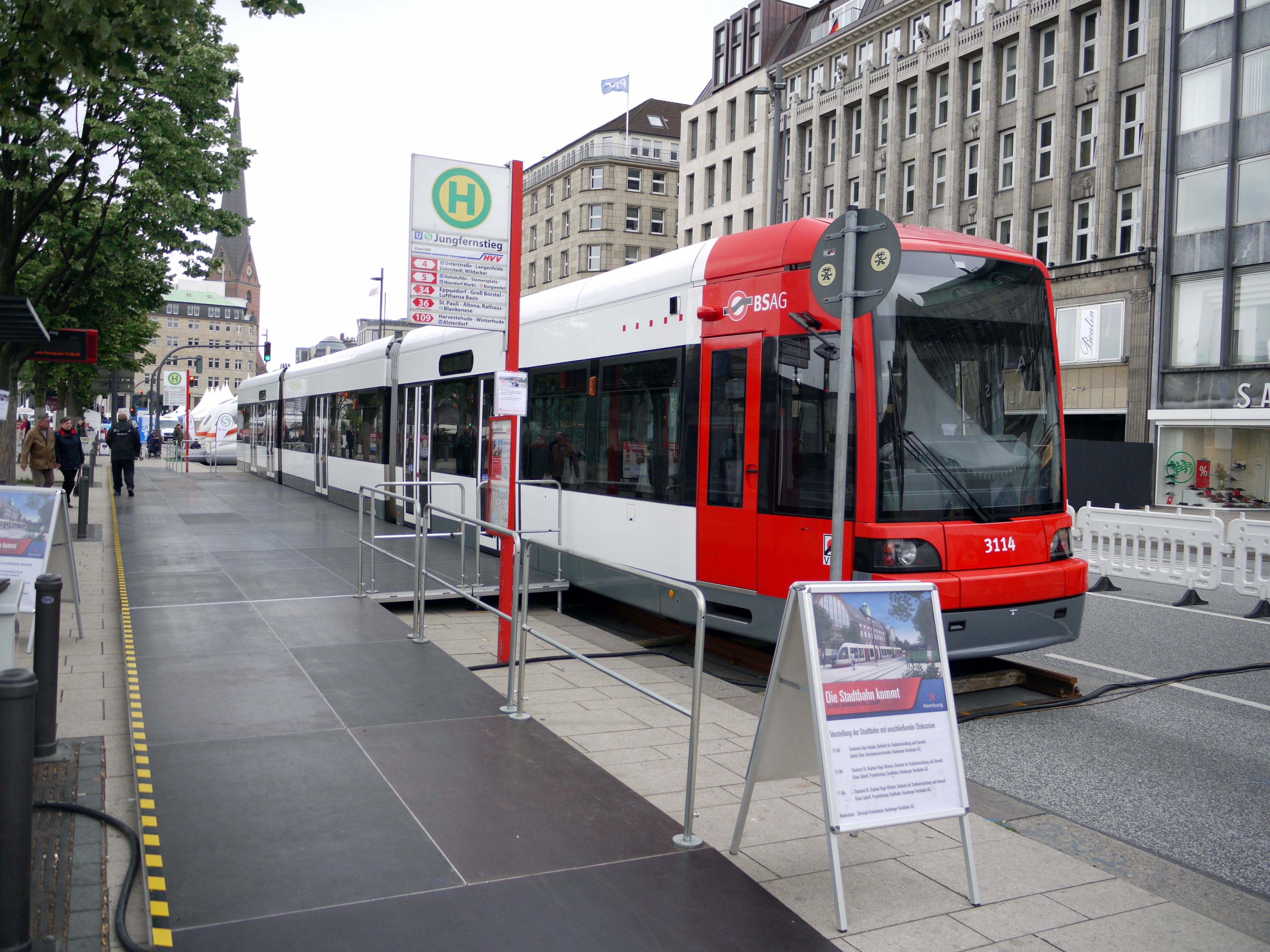
Fahrzeug der Bremer Straßenbahn als Werbemaßnahme für die Stadtbahn am Jungfernstieg

Aufgrund des vergleichsweise frühen Projektstadiums konnten keine detaillierten Angaben über Modell, Leistung und Hersteller des eingesetzten Wagenmaterials gemacht werden. Vorgesehen waren niederflurige, komplett durchgängige Zweirichtungsfahrzeuge mit einer Breite von 2,65 m und einer Höchstgeschwindigkeit von 70 km/h. Die Fahrzeuge sollten in zwei Längen beschafft werden, einen kürzeren 37 m langen und einen längeren 46 m langen Typ, die jedoch miteinander kompatibel sein sollten. Die Fahrzeuge sollten gemäß Ausschreibung optional in Doppeltraktion eingesetzt werden können. Auf der ersten Teilstrecke war der Einsatz des 37 m langen Fahrzeugs vorgesehen, die beschränkte Länge der Haltestellen hätte auf diesem Abschnitt keine Traktionen zugelassen.
Die kürzere Variante wäre vergleichbar mit den von der Bremer Straßenbahn eingesetzten Wagen des Typs GT8N-1. Als Werbemaßnahmen für die Stadtbahn wurde im Rahmen des Autofreien Sonntags am 20. Juni 2010 ein entsprechendes Fahrzeug der BSAG auf dem Jungfernstieg ausgestellt (siehe Abbildung rechts).
Für den Betrieb des ersten Streckenabschnitts sollten 14 Fahrzeuge beschafft werden, so dass ein Fünf-Minuten-Takt hätte angeboten werden können. Für den zweiten Abschnitt würden neun weitere Fahrzeuge benötigt.
Die Ausschreibung der Fahrzeuge befand sich im November 2010 in der zweiten Stufe, in der sich die sechs in der ersten Runde ausgewählten Hersteller um den Auftrag bewarben.
Die Hamburger Bürger sollten nach Angaben der BSU in der Frage der optischen Gestaltung der Fahrzeuge, beispielsweise für Fahrzeugkopf und Farbe, beteiligt werden.

### Haltestellen
Alle Haltestellen des ersten Streckenabschnitts sollten eine einheitliche Länge von 42 m besitzen und je nach verkehrlichen Anforderungen über vier Meter breite Mittel- oder je rund drei Meter breite Seitenbahnsteige verfügen, die abhängig von den Platzverhältnissen und den verkehrlichen Gegebenheiten am Fahrbahnrand oder in Mittellage auf der Fahrbahn angelegt werden sollten. Fünf Haltestellen sollten über Mittel- und sechs über Seitenbahnsteige verfügen. Die Haltestelle Ohlsdorfer Straße sollte als einzige über zwei Mittelbahnsteige mit zwei außen und einem zwischen den Bahnsteigen angeordneten Gleis verfügen, die Endhaltestelle Bramfeld Dorfplatz über einen Mittel- und einen Seitenbahnsteig. Die einzelnen Haltestellen hätten auf dem ersten Bauabschnitt zwischen mindestens 400 und maximal 1000 m voneinander entfernt gelegen.
Aufgrund der Niederflurigkeit des Systems hätten die Bahnsteige eine Höhe von lediglich 25 cm gehabt und sich so wesentlich günstiger in das Straßen- und Stadtbild einpassen lassen als Hochbahnsteige, wie sie bei konventionellen U-Bahnen und hochflurigen Stadtbahnsystemen anderer Städte verwendet werden.
Alle Haltestellen sollten vollständig barrierefrei zugänglich und mit dynamischen Fahrgastinformationssystemen ausgestattet werden.

### Takt
Der Grundtakt auf der ersten Strecke sollte tagsüber zehn Minuten betragen, in den Hauptverkehrszeiten fünf Minuten. Wie bei den Hamburger Schnellbahnen sollte in den Wochenendnächten und vor Feiertagen ein durchgehender Nachtverkehr im 20-Minuten-Takt angeboten werden.

### Infrastruktur

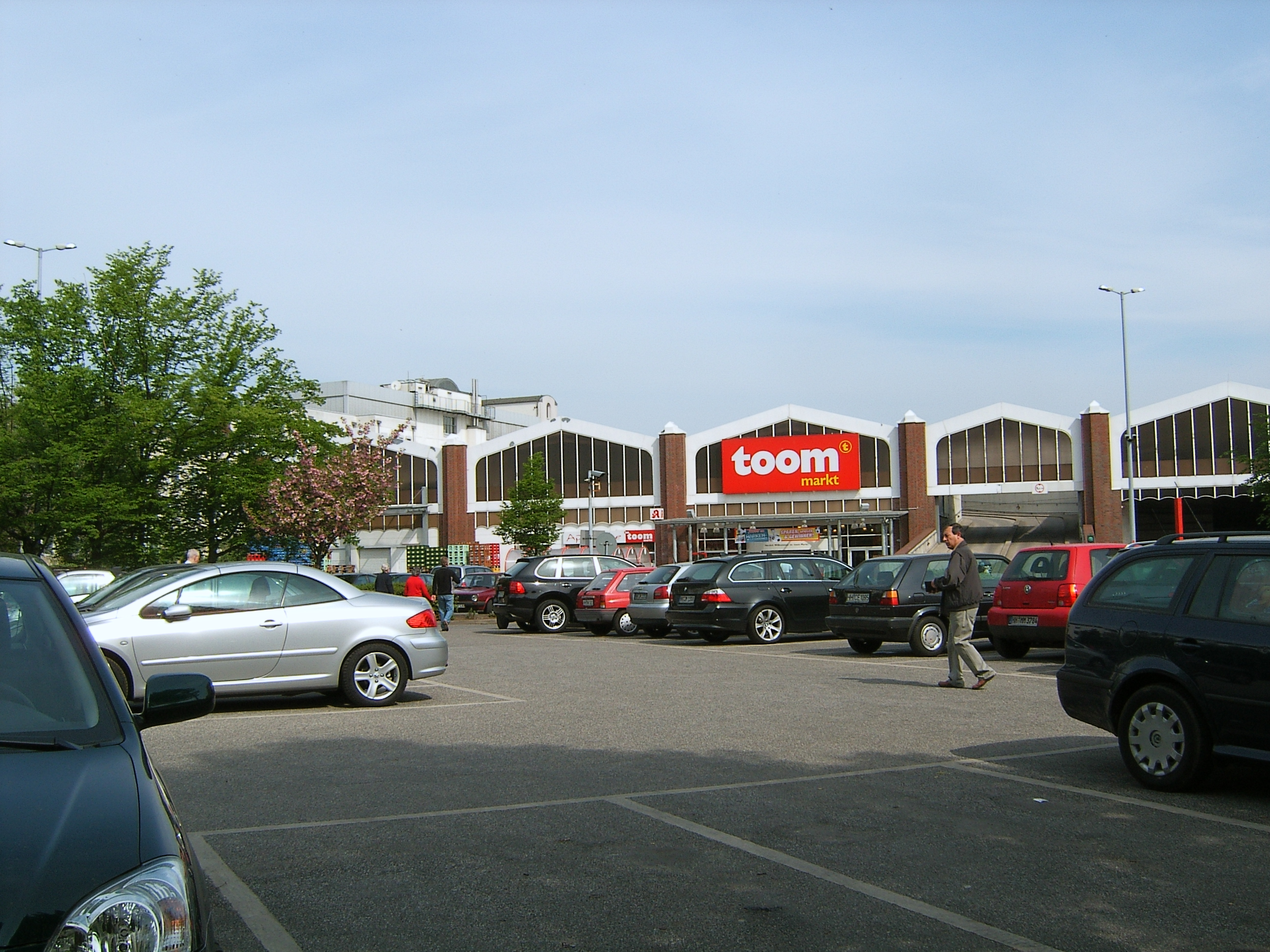
Ehemaliges Depot in Altona, heute ein Verbrauchermarkt

Die Einrichtung des Systems erfordert den vollständigen Neubau der zum Betrieb notwendigen Infrastruktur, nachdem sämtliche Betriebsgebäude, Trassen und der überwiegende Teil der Oberleitungsmasten nach Stilllegung der Straßenbahn zurückgebaut oder umgewidmet wurden. Das Betriebswerk der Stadtbahn war im Gleisdreieck zwischen der U- bzw. S-Bahn-Strecke nach Ohlsdorf nordwestlich der S-Bahn-Station Rübenkamp (City Nord) geplant.

## Kosten und Finanzierung

### Kosten
Die damalige BSU und die Hochbahn erwarteten für die ersten vier Bauabschnitte des Netzes mit insgesamt rund 28 Kilometern Streckenlänge Gesamtkosten in Höhe von rund eine Milliarde Euro. Der genannte Kostenrahmen umfasste sämtliche mit dem Projekt verbundenen Kosten, neben der eigentlichen Trassenherstellung waren dies insbesondere die Beschaffung der Fahrzeuge, die Planungskosten sowie die allgemeine ästhetische und stadträumliche Aufwertung des Trassenumfelds.
Auf den Hamburger Haushalt wären rund 394 Millionen Euro entfallen, die sich über einen Zeitraum von rund zehn Jahren verteilt hätten. Umgerechnet auf das Haushaltsvolumen hätten die durchschnittlichen jährlichen Kosten von 39,4 Millionen Euro weniger als 0,35 % des Haushaltes entsprochen (2009: ~11 Milliarden Euro). Die restliche Summe hätte sich zu verschiedenen Anteilen auf die Hochbahn und den Bund verteilt (siehe folgende Abschnitte). Grundlage der Gesamtkostenprognose waren die konkretisierten Berechnungen für den ersten Streckenabschnitt.

#### Erster Bauabschnitt
Die damalige BSU veröffentlichte am 29. Juni 2010 die vorläufige Kostenprognose für den ersten Streckenabschnitt zwischen Bramfeld Dorfplatz und U Kellinghusenstraße. Die Kosten teilten sich demnach wie folgt auf:
- Planung: 18 Millionen Euro
- Herstellung der Trasse:
  - Baukosten (netto): 152 Millionen Euro (~19,7 Millionen Euro/km)
  - Ausführungsplanung: 22 Millionen Euro
  - Übergeordnete Leistungen: 17 Millionen Euro
  - Rücklage für unerwartete Mehrkosten: 15 Millionen Euro
- Grunderwerb: 5 Millionen Euro
- Anlegung Betriebshof: 61 Millionen Euro
- Beschaffung Fahrzeuge: 48 Millionen Euro
- Summe: 338 Millionen Euro

Bei der Kostenaufstellung ist zu berücksichtigen, dass der Betriebshof eine einmalige Investition gewesen wäre und in seiner Kapazität so ausgelegt wäre, dass er für das gesamte Netz bzw. für alle Fahrzeuge genutzt worden wäre. Außerdem benötigte die Infrastruktur der Hochbahn ohnehin einen neuen Betriebshof, d. h. würde kein Hof für die Stadtbahn gebaut, müsste ein kostenähnlicher Hof für die Busflotte eingerichtet werden. Die Kosten von 61 Millionen Euro wären somit nicht spezifisch der Stadtbahn zuzuordnen.
Aktuelle Neubauprojekte anderer Straßenbahnsysteme bestätigen den von der BSU genannten Kostenrahmen; die Straßenbahn Dresden eröffnete am 29. November 2008 eine rund 2,8 km lange Erweiterung der Straßenbahnlinie 7, deren Parameter im Wesentlichen denen des damals geplanten Hamburger Systems entsprachen. Die Kosten des Projektes betrugen 57 Millionen Euro, was rund 20,4 Millionen Euro pro Streckenkilometer entspricht. Für eine geplante 4,7 km lange Erweiterung der Bremer Straßenbahnlinie 1 zur Großwohnsiedlung Tenever wurden Kosten in Hohe von 86 Millionen Euro erwartet, dies entsprach rund 18,3 Millionen Euro pro Streckenkilometer.

#### Zweiter Bauabschnitt
Für den zweiten Bauabschnitt waren ausgehend von der Prognose des ersten Streckenabschnitts Kosten von 203 Millionen Euro vorgesehen, diese schlossen u. a. die Kosten für die neun zusätzlich erforderlichen Fahrzeuge ein.

#### Dritter und Vierter Bauabschnitt
Die erwarteten Kosten für die rund 14 Kilometer des dritten und vierten Bauabschnitts betrugen 469 Millionen Euro.

### Finanzierung
Die prognostizierten Gesamtkosten von 338 Millionen Euro für den ersten Streckenabschnitt sollten sich wie folgt aufteilen: Die Hochbahn hätte die Kosten für den Bau des Betriebshofs und die Beschaffung der Fahrzeuge getragen (zusammen 109 Millionen Euro). Weitere 98 Mio. Euro würden durch das Regionalisierungsgesetz (26 Mio. Euro) und das Entflechtungsgesetz (72 Mio. Euro) aus Bundesmitteln bereitgestellt. Vom verbleibenden Anteil von 131 Mio. Euro wären 74 Mio. Euro grundsätzlich förderungsfähig aus Bundesmitteln durch das Gemeindeverkehrsfinanzierungsgesetz (GVFG). Nachdem die Fördermittel von Regionalisierungs- und Entflechtungsgesetz bereits gesichert waren, hätten die Anträge für die Förderung im Rahmen des GVFG voraussichtlich im März 2011 gestellt werden sollen, sobald die Hochbahn über ausreichend belastbare Planungsunterlagen verfügt. Die standardisierte Bewertung des Vorhabens durch das Bundesverkehrsministerium konnte bereits ein positives Kosten-Nutzen-Verhältnis bestätigen, das heißt, dass der zu erwartende (monetarisierte) Nutzen den Kostenaufwand überstiegen hat. Der errechnete Faktor beträgt 1,18, das bedeutet, dass für jeden investierten Euro 1,18 Euro volkswirtschaftlicher Nutzen entsteht. Der Nachweis über ein günstiges Verhältnis ist eine der zentralen Voraussetzungen für die finanzielle Zuwendung des Bundes für das Projekt. Sofern die Förderung wie vorgesehen erfolgt wäre, wäre für Hamburg ein Restbetrag von 57 Millionen Euro verblieben, der über einen Zeitraum von rund vier Jahren hätte aufgebracht werden müssen.

### Öffentlicher Dialog
Hochbahn und BSU waren bereits in einer frühen Phase des Planungsprozesses in den Dialog mit den Anwohnern der künftigen Stadtbahntrasse getreten. Ziel war es dabei insbesondere, die Anwohner über das künftige System zu informieren und von seinen Qualitäten zu überzeugen, Fragen zu beantworten sowie Einwände und Anregungen der Anwohner aufzunehmen und in der Planung zu berücksichtigen. So wurde als Ergebnis des Bürgerdialogs unter anderem die Trassenführung im Bereich des Stadtparks geändert und die Station Erich-Ziegel-Ring in der Großwohnsiedlung Steilshoop zusätzlich eingefügt. Projektbegleitend führte die Hochbahn eine Informations-Website.
Parallel zum laufenden Planfeststellungsverfahren richtete der Senat Ende 2010 das so genannte „Bürgerforum Stadtbahn“ ein, in dem Hochbahn und Senat die Bürger intensiviert über das Vorhaben und den Planungsstand informierten und mit den Bürgern diskutierten. Die Ergebnisse der Diskussion sollten Eingang in die weiteren Planungen finden. Um eine möglichst große Transparenz des Planfeststellungsverfahrens zu erlauben, waren alle Planunterlagen, die im Rahmen der öffentlichen Auslegung ausgelegt waren, zusätzlich auf der begleitenden Projektseite der Hochbahn einsehbar.

## Geschichte des Projektes
Die Stilllegung der Hamburger Straßenbahn geschah vor dem Hintergrund des planerischen Leitbildes der autogerechten Stadt, in dem dem motorisierten Individualverkehr ein besonderes Gewicht eingeräumt wird und das seinen Ausdruck vor allem in einer möglichst umfassenden Kfz-freundlichen Erschließung findet. Straßenbahnen stellten aus Perspektive dieses Leitgedankens ein überholtes Konzept dar, das mit dem Kfz-Verkehr um den Platz im Straßenraum konkurriert. Die Stilllegung war bereits zum Zeitpunkt ihres Beschlusses 1958 und während ihrer Durchführung bis Ende 1978 umstritten und in den Folgejahren wurde vielfach die Wiedereinführung des Verkehrsmittels gefordert. Auch der Senat befasste sich mehrfach mit einer möglichen Wiedereinführung, unter anderem Ende der 1980er Jahre, Anfang der 1990er Jahre und im Jahr 2001.
1991 ließ die Wirtschaftsbehörde ein 90-seitiges Gutachten für 160.000 DM erstellen, das zwei Grundnetze von 46 bzw. 69 Kilometer Länge zu einem Preis von 516 bzw. 619 Millionen DM untersuchte. Das erste, kleinere von der Expertise angenommene Netz umfasste Strecken, die auch in der Zukunft immer wieder in den Planungen auftauchen sollten:
- Osdorfer Born nach Altona
- Niendorf Markt in die Innenstadt und von dort weiter nach Bramfeld
- eine Tangentiallinie von Altona über Eppendorf nach Bramfeld
- eine Linie von Steilshoop nach Bramfeld

Die Gutachter von 1991 kamen nach einem Artikel des Hamburger Abendblatts zu dem Schluss, dass „die Stadtbahn wenn überhaupt schnell kommen müsse, und das heißt: Zehn Jahre für Planung und Bauzeit.“
Die Planungen hatten 2001 Realisierungsreife erreicht, am 12. Juli 2001 stimmte der rot-grüne Senat der Einleitung des Planfeststellungsverfahrens für den ersten Streckenabschnitt eines insgesamt rund 40 Kilometer langen Stadtbahn-Kernnetzes zu, das bereits im Verkehrsentwicklungsplan vom Dezember des vorangegangenen Jahres festgeschrieben war. Die Planfeststellung für die rund 12 Kilometer lange Strecke zwischen Hauptbahnhof und Steilshoop hätte im August desselben Jahres begonnen werden sollen. Aufgrund des Regierungswechsels in der zweiten Jahreshälfte wurde das Verfahren jedoch ausgesetzt.
Die seitdem regierende CDU sprach sich prinzipiell gegen die Einführung einer Straßen- bzw. Stadtbahn aus. Erst im Rahmen der gegenseitigen Annäherung während der Koalitionsverhandlungen zur Bildung des Senats zwischen CDU und GAL Anfang 2008 lenkten die Christdemokraten ein und entsprachen der Forderung der GAL zur Einführung einer Stadtbahn. Die Absichtserklärung zum Bau wurde im März 2008 erbracht und mit der Unterschrift des Koalitionsvertrags durch die Parteispitzen am 17. April 2008 bestätigt. Am 27. April 2008 stimmte die Mitgliederversammlung der GAL dem Vertrag zu, am 28. April 2008 folgte die Zustimmung zum Koalitionsabkommen durch die CDU.
Am 18. September 2008 stellte die Behörde für Stadtentwicklung und Umwelt (BSU) einen ersten Entwurf für das Streckennetz vor. Im Herbst 2008 wurden die konkreten Planungen aufgenommen, deren vorläufige Ergebnisse am 8. Januar 2009 der Öffentlichkeit vorgestellt wurden (siehe Abschnitt Netz). Am 1. Juli 2009 veröffentlichte die BSU die weiter konkretisierten Planungen für den Streckenverlauf des ersten Bauabschnitts zwischen dem Bramfelder Dorfplatz und der U-Bahn-Station Kellinghusenstraße vor.
Am 13. Oktober 2009 wurde die Stadtbahn nach einstimmigem Beschluss der Hamburgischen Bürgerschaft in den Verkehrsentwicklungsplan des Landes Hamburg aufgenommen, am darauffolgenden Tag stellte die Hochbahn die weiter konkretisierten Planungen für den ersten Streckenabschnitt vor, u. a. mit der Festlegung auf die Lage der Stationen und der baulich-materiellen Gestaltung der Trasse.
Im Sommer 2009 war die Hochbahn in die Phase der Abstimmung mit den Trägern öffentlicher Belange (TÖBs) eingetreten, die im November desselben Jahres abgeschlossen wurde. Von den rund 70 beteiligten TÖBs gingen insgesamt rund 1400 Anmerkungen zu den vorgelegten Planungen ein, die in die Weiterentwicklung der Planungen Eingang fanden. Zum gleichen Zeitpunkt hat das Unternehmen Besprechungen mit den Anliegern der künftigen Trasse begonnen, um diese über das Projekt zu informieren.
Als Resultat der Aufkündigung des Senats Ahlhaus durch die GAL stellte die Hochbahn die Planungen nach Anweisung durch den Senat am 3. Dezember 2010 ein. Entsprechend stoppte der Aufsichtsrat der Hamburger Hochbahn unter Vorsitz des neuen Wirtschaftssenators Frank Horch bei einer Sondersitzung im Mai 2011 das komplette Projekt Stadtbahn und entschied, das Planfeststellungsverfahren wieder einzustellen. Die Vorbereitungen hatten bis dahin etwa acht Millionen Euro gekostet.

## Öffentliche Rezeption
Das Projekt wurde unterschiedlich bewertet; Hochbahn, Senat und andere Befürworter verwiesen auf seine Wichtigkeit für die Weiterentwicklung des Hamburger Verkehrssystems, speziell unter dem Gesichtspunkt der Ausweitung des barrierefreien Verkehrsangebotes, das vor dem Hintergrund des demographischen Wandels immer höheres Gewicht gewinnt, die im Vergleich zum Bus niedrigeren Lebenszykluskosten, den niedrigeren Energieverbrauch, den höheren Fahrkomfort, die größere Beförderungskapazität, die kürzere Reisezeit, die geringeren Geräusch- und Schadstoffemissionen sowie die ästhetische Aufwertung des Trassenumfeldes, die im Zuge der Trassenanlegung realisiert werden sollte.
Auch die Handelskammer Hamburg unterstützte das Vorhaben, da sie sich durch eine Veränderung des Modal Split, das heißt der Verkehrsmittelwahl, zugunsten des ÖPNV eine Verbesserung der Straßensituation für den Wirtschaftsverkehr versprach und die Stadtbahn ebenfalls als Beitrag zur nachhaltigen Entwicklung des Hamburger Verkehrs und zur Sicherung der Mobilität der Bevölkerung betrachtete.
Kritiker auf der anderen Seite bemängelten vor allem die Investitionskosten des Projektes sowie möglicherweise entstehende Beeinträchtigungen für den motorisierten Individualverkehr durch Reduzierung von Fahrstreifen und Umlegung von Park- und Stellplätzen.
Am 2. Februar 2013 erschien ein Leitartikel im Hamburger Abendblatt, aus dem hervorging, dass es teilweise auch von den örtlichen Medien in  Hamburg massive Kritik gibt, dass statt der Stadtbahn in Hamburg ein  Busbeschleunigungsprogramm kurzfristig von den Politikern und speziell dem Bürgermeister Olaf Scholz umgesetzt werde, um Kapazitäten für den mittel- bis langfristigen Ausbau des Schnellbahnnetzes zu schaffen. Laut dem Bericht dürfe eine Stadt, die auf über 2 Millionen Einwohner wachsen wolle, kein Verkehrsmittel, in diesem Falle den Bus, in den Mittelpunkt stellen, das prinzipiell eher für die Erschließung von Kleinstädten geeignet sei. Wenn die Hansestadt Hamburg laut dem Artikel weiter wachsen sollte, bedürfe es größerer Lösungen, bedürfe es der Stadtbahn in Hamburg.